# 上薗恋奈
上薗 恋奈（うえぞの れな、英語: Rena Uezono、2010年6月7日 - ）は、日本のフィギュアスケート選手（女子シングル）。愛知県北名古屋市出身。LYSフィギュアスケートクラブ所属。北名古屋市立西春中学校在学中。マネジメントはユニバーサルスポーツマーケティング。
主な競技成績は、2023年ジュニアグランプリファイナル3位、2024年世界ジュニア選手権3位。

## 経歴
名古屋フィギュアスケートフェスティバルを家族で観に行った際、浅田真央から手を振ってもらったことをきっかけに「私も真央さんのようになりたい」とフィギュアスケートを始める。

### 2023-24シーズン
全日本ノービス選手権優勝を経て、国際大会デビュー戦としてジュニアグランプリシリーズのイスタンブール大会に出場し、ショートでは4位だったが、フリーで2位となり、合計187.71点で2位。続くポーランド大会では、合計192.31点で優勝。
北京で行われたジュニアグランプリファイナルでは、ショート67.87点、フリー128.59点を記録し、合計196.46点で銅メダルを獲得。
初出場となった全日本選手権では、ショート66.22点で6位に入り、初出場で初めてフリー最終グループ入りを果たすとフリー134.47点、合計200.69点で4位。新人賞を獲得し、2024年の世界ジュニア選手権代表に選出された。
台北で行われた世界ジュニアフィギュアスケート選手権では、ショートで61.96点、フリーで自己ベストの132.74点を記録し、合計194.70点で銅メダルを獲得。
2024年5月、ユニバーサルスポーツマーケティングとマネジメント契約を締結。6月、スカイコートとスポンサー契約を締結。

### 2024-25シーズン
ジュニアグランプリシリーズ第2戦のチェコ大会に出場し、ショートでは2位、フリーで4位となり、合計177.31点で4位
続く第6戦のスロベニア大会に出場し、ショートでは5位、フリーで4位となり、合計181.27点で4位となった。ジュニアグランプリファイナルには進めなかった。
全日本ジュニア選手権では、ショートでは10位、フリーでは5位となり、合計180.69で5位となった。
推薦出場2回目となった全日本選手権では、ショートで3回転ルッツ・3回転フリップートゥループのコンビネーションでミスがあり得点は48.08点、26位でフリーには進めなかった。
全国中学校スケート大会では、ショートで2位、フリーで3位となり、和田薫子に次いで2位となった。

### 2025-26シーズン
所属をLYSフィギュアスケートクラブから神戸クラブに変更した。変更の理由の一つとして、「憧れで尊敬する選手である坂本花織が所属するクラブで練習したいから」というものを挙げている。

## 競技成績

### ISUパーソナルベストスコア
- SP - ショートプログラム、FS - フリースケーティング
- TSS - 部門内合計得点（英: Total segment score）は太字
- TES - 技術要素点（英: Technical element score）、PCS - 演技構成点（英: Program component score）

| 部門 | 種類 | 得点   | 大会                               |
| ---- | ---- | ------ | ---------------------------------- |
| 総合 | TSS  | 196.46 | 2023年ジュニアグランプリファイナル |
| SP   | TSS  | 67.87  | 2023年ジュニアグランプリファイナル |
| SP   | TES  | 38.79  | 2023年ジュニアグランプリファイナル |
| SP   | PCS  | 29.08  | 2023年ジュニアグランプリファイナル |
| FS   | TSS  | 132.74 | 2024年世界ジュニア選手権           |
| FS   | TES  | 71.73  | 2024年世界ジュニア選手権           |
| FS   | PCS  | 61.01  | 2024年世界ジュニア選手権           |

### 主な戦績
- JGP - ISUジュニアグランプリシリーズ
- A - ノービスAクラス、B - ノービスBクラス

| 大会名                | 2020–21 | 2021–22 | 2022–23 | 2023–24 | 2024-25 |
| --------------------- | ------- | ------- | ------- | ------- | ------- |
| 世界ジュニア選手権    |         |         |         | 3位     |         |
| JGP ファイナル        |         |         |         | 3位     |         |
| JGP リュブリャナ杯    |         |         |         |         | 4位     |
| JGP チェコスケート    |         |         |         |         | 4位     |
| JGP PGEソリダリティ杯 |         |         |         | 1位     |         |
| JGP イスタンブール    |         |         |         | 2位     |         |
| 全日本選手権          |         |         |         | 4位     | 26位    |
| 全日本ジュニア選手権  |         | 18位    | 13位    | 3位     | 5位     |
| 全日本ノービス選手権  | 2位 B   | 5位 A   | 1位 A   |         |         |

### 詳細
- マークが付いている大会はISU公認の国際大会
- パーソナルベストは太字で表示

| 2024-2025 シーズン    |                                                      |          |          |          |
| 開催日                | 大会名                                               | SP       | FS       | 結果     |
| 2024年12月19日 - 22日 | 第93回全日本フィギュアスケート選手権（門真）         | 26 48.08 | -        | 26 48.08 |
| 2024年11月15日 - 17日 | 第93回全日本フィギュアスケートジュニア選手権（広島） | 10 58.06 | 5 122.63 | 5 180.69 |
| 2024年10月2日 - 5日   | ISUジュニアグランプリ リュブリャナ杯（リュブリャナ） | 5 63.09  | 4 118.18 | 4 181.27 |
| 2024年9月4日 - 7日    | ISUジュニアグランプリ チェコスケート（オストラヴァ） | 2 64.41  | 4 112.90 | 4 177.31 |

| 2023-2024 シーズン     |                                                        |         |          |          |
| 開催日                 | 大会名                                                 | SP      | FS       | 結果     |
| 2024年2月26日 - 3月3日 | 2024年世界ジュニアフィギュアスケート選手権（台北）     | 8 61.96 | 3 132.74 | 3 194.70 |
| 2023年12月20日 - 24日  | 第92回全日本フィギュアスケート選手権（長野）           | 6 66.22 | 4 134.47 | 4 200.69 |
| 2023年12月7日 - 10日   | ISUジュニアグランプリ ファイナル（北京）               | 3 67.87 | 3 128.59 | 3 196.46 |
| 2023年11月17日 - 19日  | 第92回全日本フィギュアスケートジュニア選手権（大津）   | 6 60.95 | 2 125.56 | 3 186.51 |
| 2023年9月27日 - 30日   | ISUジュニアグランプリ PGEソリダリティ杯（グダニスク）  | 2 64.85 | 1 127.46 | 1 192.31 |
| 2023年9月6日 - 9日     | ISUジュニアグランプリ イスタンブール（イスタンブール） | 4 63.64 | 2 124.07 | 2 187.71 |

## プログラム使用曲
| シーズン  | SP | FS | EX |
| --------- | --- | --- | --- |
| 2024–2025 | - Voila バルバラ・プラヴィ | | - The King's Affirmation - Scream ＆ Shout |
| 2023–2024 | - New Moon (The Meadow) 映画『ニュームーン/トワイライト・サーガ』より アレクサンドル・デスプラ - F for You ディスクロージャー, メアリー・J. ブライジ 振付：樋口美穂子 | - Pray マシュー・ベラミー & Dan Weiss - Mechanisms キリル・リクター 振付：樋口美穂子                  | - Come Around Me - Sorry ジャスティン・ビーバー 振付：樋口美穂子 |
| 2022–2023 | - New Moon (The Meadow) 映画『ニュームーン/トワイライト・サーガ』より アレクサンドル・デスプラ - F for You ディスクロージャー, メアリー・J. ブライジ 振付：樋口美穂子 | - Backstage Romance ミュージカル『ムーラン・ルージュ』より Ricky Rojas, Robyn Hurder 振付：樋口美穂子 | - New Moon (The Meadow) 映画『ニュームーン/トワイライト・サーガ』より アレクサンドル・デスプラ - F for You ディスクロージャー, メアリー・J. ブライジ 振付：樋口美穂子 - Come Around Me - Sorry ジャスティン・ビーバー 振付：樋口美穂子 |